# Sonerila heterophylla
Sonerila heterophylla är en tvåhjärtbladig växtart som beskrevs av William Jack. Sonerila heterophylla ingår i släktet Sonerila och familjen Melastomataceae. Inga underarter finns listade i Catalogue of Life.